# Koren Pál
Koren Pál (Aszód, 1845. november 24. – Békéscsaba, 1921. november 14.) evangélikus főesperes lelkész, Pitvaroson, Békéscsabán.

## Élete
Édesapja, Koren István, Petőfi Sándor tanítója volt Aszódon. Édesanyja Neumann Júlia.
Ö is Aszódon járt elemi iskolába, s a gimnázium első osztályába. A többi osztályt 1856-tól Szarvason végezte, mert édesapját a főgimnázium tanárává választották. A teológiát 1863-tól Sopronban, 1864-től Pozsonyban, 1865 őszétől Bázelben, 1867 tavaszától Berlinben hallgatta. 1867. szeptember 5-én szentelték lelkésszé Budapesten.
Ugyanez év őszén hazatérve, Békéscsabán segédlelkészkedett, majd 1869 májusában pitvarosi lelkész lett. Munkásságának eredménye a templom, a lelkészház és a harmadik elemi iskola volt.
1892 januárjában békéscsabai lelkész lett. Az arad-békési egyházmegyének 1896-1900 között volt esperese, mely címről lemondott. A lemondás oka a Lex Koreniának nevezett egyházlátogatási szabályrendelet-tervezet volt. A vasfegyelem megteremtését célzó javaslatot az egyéni élethez szokott papok a szabadság elleni támadásnak minősítették. Az egyházmegye lelkészei csaknem kivétel nélkül összefogtak ellene, kíméletlenül támadták - ki nyíltan, ki névtelenül.
A politikai életben nem vett részt, de szavazatával a Függetlenségi Pártot támogatta. Békéscsabán ő képviselte az evangélikus egyház lelkészi karát a városban lefolyt minden hazafias megmozdulás alkalmával. Ő volt az ünnepi szónok a Kossuth-szobor leleplezésekor.
A Magyar Protestáns Irodalmi Társaság 1917-ben választmányi tagjai közé sorozta.
Veje volt Jeszenszky Károly mezőberényi lelkésznek. Hat gyermeke közül Koren Pál szintén evangélikus lelkész lett.

## Művei
- Gyámintézeti beszéd… Orosházán…, Békéscsaba, 1880.
- Mózes I. könyvének magyarázata, (gyakorlati bibliamagyarázatok), 1881.
- Pál apostol levele a zsidókhoz, (bibliamagyarázatok), Kner nyomda Gyoma, 1896.
- Dr. Luther Márton kis kátéjának magyarázata, Corvina Nyomda, Békéscsaba, 1897, II. átdolgozott kiadás, 1899.
- Gyászbeszéd melyet Nagytiszteletű Achim Ádám szarvasi Ág. H. Ev. lelkész és Érd. békési esperes koporsója felett mondott 1899. október hó 25-én , Corvina Könyvnyomda, Békéscsaba, 1899.
- Luther és Melanchthon jellemrajza, Povázsay Nyomda, Békéscsaba, 1897.
- Mi okozta a reformációt?, Veres Lajos Nyomdája, Orosháza, 1898.
- Konfirmációi vezérfonal (szlovákul is), Corvina Nyomda, Békéscsaba, 1900, II. kiadás 1911.
- A reformáció úttörői, Békéscsaba, 1900.
- Rövid bibliai ismertetés és Jézus hasonlatainak bővebb magyarázata, Corvina Nyomda, Békéscsaba, 1901.
- Jézus csodái, Corvina Nyomda, Békéscsaba, 1902.
- Jézus szenvedése, Corvina Nyomda, Békéscsaba, 1905.
- 52 alkalmi beszéd, Békéscsaba, 1910.
- Áchim L. András temetésén mondott gyászbeszéde, Békéscsaba, 1911.
- Jézus beszédei, Békéscsaba, 1912.
- Jézus élete, Békéscsaba, 1913.
- Jegyzetek a vasárnapi epistolai szövegek szószéki magyarázatához, Békéscsaba, 1917.

## Külső hivatkozások
- Zoványi Jenő: Magyarországi protestáns egyháztörténeti lexikon
- Grósz Mihály: Csabai Életrajzok, Békéscsaba, 1995.